# Karl-Gustaf Ringblom
Karl-Gustaf Ringblom, född 11 juli 1893 i Göteborg, död 20 maj 1941 i Stockholm, var en svensk skriftställare,  målare och tecknare.
Han var son till trävaruhandlaren Carl Gustaf Ringblom och Agnes Valborg Jönsson och gift med Ester Maria Johansson. Ringblom studerade för Gunnar Hallström och Axel Erdmann vid Valands målarskola i Göteborg 1908–1912. Han var medarbetare i Göteborgs Morgonpost 1910–1912 och Göteborgs Aftonblad 1912–1920 och flyttade därefter över till Aftonbladet i Stockholm där han tillhörde den fasta redaktionen fram till 1931. Han gjorde sig känd för sina teckningar till den politiska dagskrönikan samt hans konstkritik, noveller och kåserier. Vid sidan av sitt arbete vid Aftonbladet medverkade han med skämt- och karikatyrteckningar i Söndagsnisse-Strix och veckopressen. Ringblom finns representerad vid Moderna museet i Stockholm.